# Базилевка (Сумская область)
Базилевка (укр. Базилівка, до 2016 г. — Крупское) — село,
Шпотовский сельский совет,
Конотопский район,
Сумская область,
Украина.
Код КОАТУУ — 5922089302. Население по переписи 2001 года составляло 196 человек.

## Географическое положение
Село Базилевка находится на правом берегу реки Ромен,
выше по течению на расстоянии в 4,5 км расположено село Яровое (Бурынский район),
ниже по течению на расстоянии в 4 км расположено село Шпотовка,
на противоположном берегу — село Коновалы (Роменский район).

## История
- 1928 — село Базилевка переименовано в село Крупское.
- 2016 — возвращено историческое название Базилевка.

## Экономика
- ООО «Крупское».

## Объекты социальной сферы
- Школа.